# Time, Love and Tenderness
Time, Love and Tenderness ist das vierte Studioalbum des US-amerikanischen Pop-Sängers Michael Bolton. Es wurde am 23. April 1991 über das Label Columbia Records veröffentlicht.

## Produktion und Gastbeiträge
Time, Love and Tenderness wurde zum Großteil von Michael Bolton und Walter Afanasieff produziert. Diane Warren schrieb das Lied Time, Love & Tenderness, während Bob Dylan bei Steel Bars als Songwriter assistierte. Desmond Child schrieb die Titel Forever Isn’t Long Enough und New Love. Des Weiteren findet sich eine Coverversion des Titels When a Man Loves a Woman von Percy Sledge auf dem Album.
Das Album enthält Gastbeiträge von Kenny G, der auf Missing You Now zu hören ist, und Patti LaBelle, die bei We're Not Makin' Love Anymore zu hören ist.

## Titelliste
1. Love Is a Wonderful Thing – 4:43
2. Time, Love and Tenderness – 5:31
3. Missing You Now (feat. Kenny G) – 4:33
4. Forever Isn’t Long Enough – 4:32
5. Now That I Found You – 4:32
6. When a Man Loves a Woman – 3:52
7. We’re Not Makin’ Love Anymore (feat. Patti LaBelle) – 2:18
8. New Love – 4:32
9. Save Me – 4:21
10. Steel Bars – 3:28

## Kommerzieller Erfolg

### Chartplatzierungen

#### Album
Time, Love and Tenderness stieg am 27. Mai 1991 auf Platz 39 in die deutschen Albumcharts ein. In der fünften Chartwoche erreichte das Album seine Höchstposition von Platz 18, welche es drei Wochen halten konnte. In den Vereinigten Staaten debütierte der Tonträger auf Platz 38. Time, Love and Tenderness erreichte Platz 1 der Billboard 200.
| ChartsChartplatzierungen       | Höchstplatzierung | Wochen |
| ------------------------------ | ----------------- | ------ |
| Deutschland (GfK)              | 18 (23 Wo.)       | 23     |
| Österreich (Ö3)                | 4 (13 Wo.)        | 13     |
| Schweiz (IFPI)                 | 8 (19 Wo.)        | 19     |
| Vereinigte Staaten (Billboard) | 1 (149 Wo.)       | 149    |
| Vereinigtes Königreich (OCC)   | 2 (57 Wo.)        | 57     |

| ChartsJahrescharts (1991) | Platzierung |
| ------------------------- | ----------- |
| Deutschland (GfK)         | 79          |

#### Singles
| Jahr | Titel                     | Höchstplatzierung, Gesamtwochen, AuszeichnungChartplatzierungen (Jahr, Titel, , Platzierungen, Wochen, Auszeichnungen, Anmerkungen) | Höchstplatzierung, Gesamtwochen, AuszeichnungChartplatzierungen (Jahr, Titel, , Platzierungen, Wochen, Auszeichnungen, Anmerkungen) | Höchstplatzierung, Gesamtwochen, AuszeichnungChartplatzierungen (Jahr, Titel, , Platzierungen, Wochen, Auszeichnungen, Anmerkungen) | Höchstplatzierung, Gesamtwochen, AuszeichnungChartplatzierungen (Jahr, Titel, , Platzierungen, Wochen, Auszeichnungen, Anmerkungen) | Höchstplatzierung, Gesamtwochen, AuszeichnungChartplatzierungen (Jahr, Titel, , Platzierungen, Wochen, Auszeichnungen, Anmerkungen) | Anmerkungen                                       |
| Jahr | Titel                     | DE | AT | CH | UK | US | Anmerkungen                                       |
| ---- | ------------------------- | --- | --- | --- | --- | --- | ------------------------------------------------- |
| 1991 | Love Is a Wonderful Thing | DE40 (20 Wo.)DE | AT26 (3 Wo.)AT | CH28 (1 Wo.)CH | UK23 (8 Wo.)UK | US4 (17 Wo.)US | Erstveröffentlichung: April 1991                  |
| 1991 | Time, Love & Tenderness   | DE74 (4 Wo.)DE | — | — | UK28 (7 Wo.)UK | US7 (18 Wo.)US | Erstveröffentlichung: Juli 1991                   |
| 1991 | When a Man Loves a Woman  | DE52 (12 Wo.)DE | — | — | UK8 (9 Wo.)UK | US1 (18 Wo.)US | Erstveröffentlichung: Oktober 1991                |
| 1991 | Missing You Now           | — | — | — | UK28 (4 Wo.)UK | US12 (20 Wo.)US | Erstveröffentlichung: Dezember 1991 feat. Kenny G |
| 1992 | Steel Bars                | DE57 (10 Wo.)DE | — | — | UK17 (6 Wo.)UK | — | Erstveröffentlichung: Februar 1992                |

### Auszeichnungen für Musikverkäufe
Time, Love and Tenderness wurde in den Vereinigten Staaten für mehr als acht Millionen Verkäufe mit achtfach-Platin ausgezeichnet.
| Professionelle Bewertungen | Professionelle Bewertungen |
| -------------------------- | -------------------------- |
| Kritiken                   |                            |
| Quelle                     | Bewertung                  |
| allmusic                   | [ 10 ]                     |

| Land/Region                  | Auszeichnungen für Musikverkäufe (Land/Region, Auszeichnung, Verkäufe) | Verkäufe   |
| ---------------------------- | ---------------------------------------------------------------------- | ---------- |
| Australien (ARIA)            | Platin                                                                 | 70.000     |
| Japan (RIAJ)                 | Gold                                                                   | 100.000    |
| Kanada (MC)                  | 7× Platin                                                              | 700.000    |
| Neuseeland (RMNZ)            | Platin                                                                 | 20.000     |
| Niederlande (NVPI)           | Gold                                                                   | 50.000     |
| Schweden (IFPI)              | Gold                                                                   | 50.000     |
| Schweiz (IFPI)               | Gold                                                                   | 25.000     |
| Spanien (Promusicae)         | Gold                                                                   | 50.000     |
| Vereinigte Staaten (RIAA)    | 8× Platin                                                              | 8.000.000  |
| Vereinigtes Königreich (BPI) | 4× Platin                                                              | 1.200.000  |
| Insgesamt                    | 5× Gold · 21× Platin ·                                                 | 10.265.000 |

Hauptartikel: Michael Bolton/Auszeichnungen für Musikverkäufe